# Huis Tudor

De Tudorroos, een samenvoeging van de emblemen van het Huis York en het Huis Lancaster

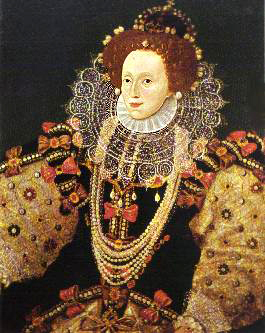
Elizabeth I, de Virgin Queen

Het Huis Tudor was een Engelse dynastie die het koningschap van Engeland en Wales bekleedde van 1485 tot 1603. Tevens regeerden de Tudors van 1541 tot 1603 over Ierland. De Tudors veranderden Engeland van een onbelangrijke staat in een machtige renaissance-natie. Het Tudor-tijdperk was een enorme bloeiperiode voor de Engelse cultuur, waaronder literatuur, wetenschap, architectuur en handel. De Tudors versterkten ook de Engelse vloot en legden de basis voor het Britse koloniale imperium.

## Opkomst
Het huis Tudor had zijn wortels in Wales en Frankrijk. De stamvader van het huis, Owen Tudor (ca. 1400-1461), was een Welsh soldaat die hofmeester en later echtgenoot werd van Catharina van Valois, weduwe van koning Hendrik V van Engeland.
Zijn kleinzoon Hendrik Tudor, de graaf van Richmond, kwam in 1485 in opstand tegen koning Richard III van Engeland. Richard sneuvelde in de Slag bij Bosworth, Hendrik greep de macht en liet zich tot koning kronen als Hendrik VII. Hiermee kwam het huis Tudor aan de macht, ten koste van het Huis York. Ook eindigden hiermee de Rozenoorlogen.

## Glorieperiode
De invloedrijkste Tudor-vorsten waren Hendrik VIII en Elizabeth I. Hendrik VIII was verantwoordelijk voor de afscheiding van de Kerk van Engeland van de Rooms-Katholieke Kerk in 1534. Hij verenigde in 1535 Wales en Engeland tot één natie, en nam in 1541 ook de titel koning van Ierland aan.
De dood van Elizabeth I in 1603 betekende het einde van de Tudor-dynastie in Engeland. Hendrik VIII had in zijn testament bepaald dat na zijn eigen kinderen de afstammelingen van zijn jongste zuster Maria als eerste in aanmerking zouden komen voor de troon. Hiermee passeerde hij de koningen van Schotland, de nakomelingen van zijn oudere zuster Margaretha. Een tijd lang was Anne Stanley, een achter-achterkleindochter van Maria, de eerste in de lijn van successie. De voorkeur ging uiteindelijk toch uit naar koning Jacobus VI van Schotland, die in 1603 inderdaad Elizabeth I opvolgde. Het huis Tudor werd hiermee vervangen door het Schotse koningshuis Stuart.

## Tudor-vorsten
De vijf Tudor-vorsten waren achtereenvolgens:
- Hendrik VII (regeerde van 1485-1509)
- Hendrik VIII (regeerde 1509-1547), een zoon van Hendrik VII
- Eduard VI (regeerde 1547-1553), een zoon van Hendrik VIII
- Maria I (regeerde 1553-1558), eerste dochter van Hendrik VIII
- Elizabeth I (regeerde 1558-1603), tweede dochter van Hendrik VIII

Een zesde Tudor-vorst was Lady Jane Grey, een afstammeling van Hendrik VII die gedurende negen dagen in 1553 koningin van Engeland was.

## Stamboom

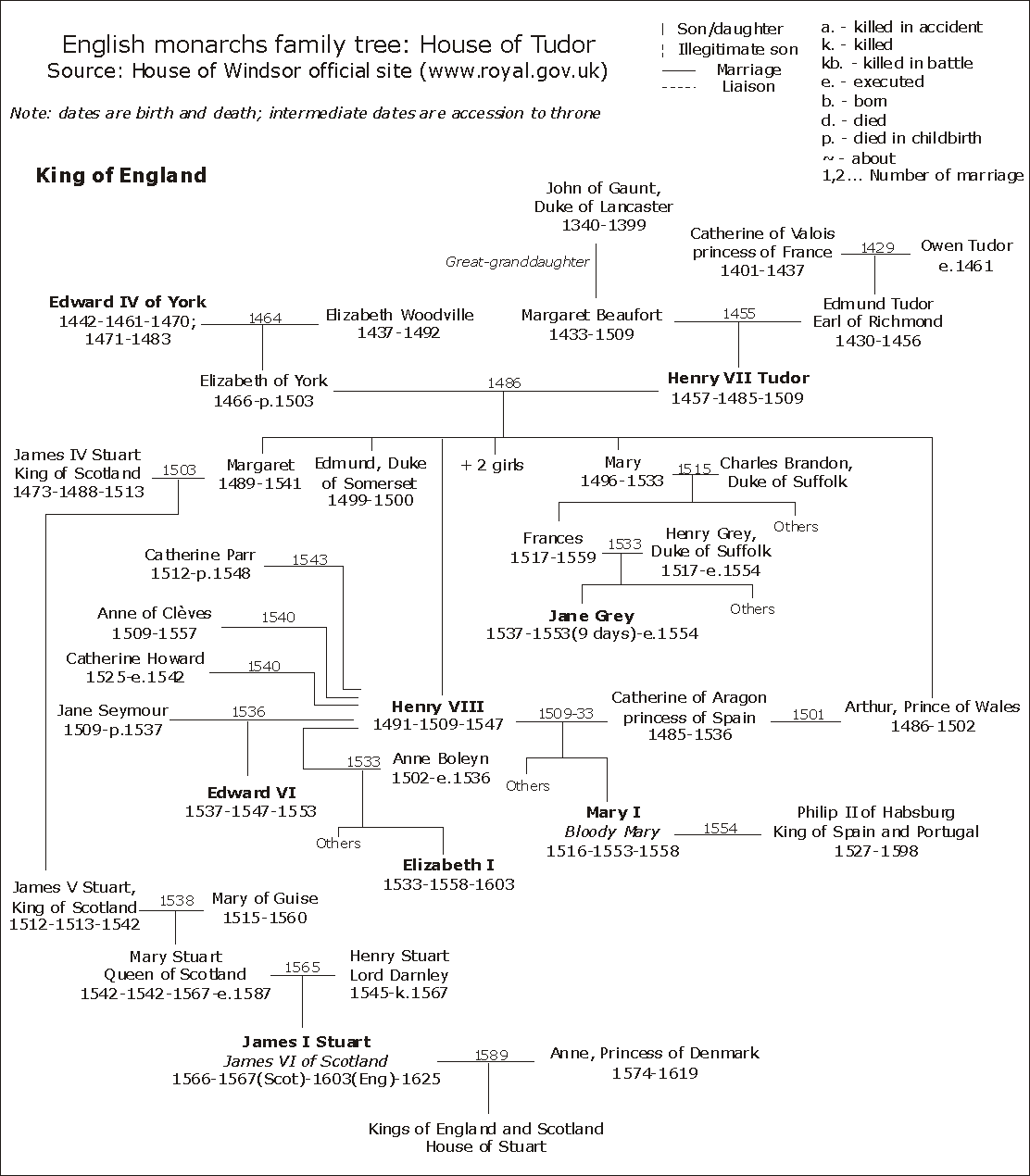
Stamboom van de Tudor-dynastie